# Альтегненберг
Альтегненберг (нем. Althegnenberg) — община в Германии, в земле Бавария.
Подчиняется административному округу Верхняя Бавария. Входит в состав района Фюрстенфельдбрукк.  Население составляет 1860 человек (на 31 декабря 2010 года). Занимает площадь 16,09 км².
Коммуна подразделяется на 2 сельских округа.